# Loma de Chupio
Loma de Chupio är en ort i Mexiko.   Den ligger i kommunen Irimbo och delstaten Michoacán de Ocampo, i den södra delen av landet, 140 km väster om huvudstaden Mexico City. Loma de Chupio ligger 2 263 meter över havet och antalet invånare är 262.
Terrängen runt Loma de Chupio är kuperad. Runt Loma de Chupio är det ganska tätbefolkat, med 96 invånare per kvadratkilometer. Närmaste större samhälle är Ciudad Hidalgo, 11,7 km väster om Loma de Chupio. I omgivningarna runt Loma de Chupio växer i huvudsak blandskog.